# Фьюче-бейс
Фьюче-бейс или фьючер-бейс (англ. future bass) — стиль электронной танцевальной музыки, появившийся в 2010-х от смешения элементов дабстепа и электронного трэпа с более теплыми и менее резкими ритмами. Пионерами жанр являются продюсеры и музыканты Rustie, Hudson Mohawke, Lido, San Holo и Cashmere Cat, а популяризирован жанр был в середине — конце 2010-х, благодаря исполнителям Flume, Martin Garrix, Illenium, Louis the Child и Mura Masa. 2016 год называется прорывным для жанра.

## История
Пионерами жанрам являются шотландские продюсеры Rustie и Hudson Mohawke и американский продюсер RL Grime, который начал создавать фьюче-бейс-треки в 2010 году. Одним их первых релизов, способствовавших росту популярности жанра, стал альбом Rustie Glass Swords, выпущенный в 2011 году. Позже, в 2013, ремикс продюсера Flume на песню «You & Me» от дуэта Disclosure вывел жанр в мейнстрим, и в середине 2010-х фьюче-бейс стал популярен в Великобритании, США, Японии, Китае, Корее и Австралии.

## Характеристики
Звуковые волны часто модулируются с использованием сайдчейна (при помощи автоматизации или низкочастотной осцилляции), контролирующим срезы аудиофильтра (как правило низких или высоких частот) или амплитудой волны, регулирующими форму волны (для создания т. н. «wobbly»-эффекта её параметров). Кроме того, обычно используется слегка «мерцающее» постепенное повышение высоты тона во время «райзеров» (постепенное пред-дропное нарастание белого шума), а также арпеджио-аккордов, вокальных отбивок или вокодеров.
Фьюче-бейс имеет BPM в диапазоне от 130 до 175, а в композициях часто используется размер 4/4. Однако композиции не обязательно должны соответствовать этим критериям, чтобы считаться фьюче-бейсом.

## Поджанры

### Каваи-фьюче-бейс
Каваи-фьюче-бейс (англ. kawaii future bass), также известный просто как каваи-бейс — поджанр фьюче-бейса, известный своими счастливым и милым тембром, а также сильным влиянием японской поп-культуры. Часто в такие песни включаются звуки чиптюна, мягкие квадратные волны, семплы из аниме или видеоигр, ударные инструменты, звуки скрипа дверей или кроватей. Пионером жанра называется Snail's House, выпустивший первый мини-альбом в жанре Kirara EP в 2015 году.